# Traudl Hecher
Traudl Hecher, född 28 september 1943 i Schwaz i Tyrolen, död 10 januari 2023 i Schwaz, var en österrikisk alpin störtloppsåkare.
Hecher blev olympisk bronsmedaljör i störtlopp vid vinterspelen 1960 i Squaw Valley och vid vinterspelen 1964 i Innsbruck.